# Small Waterplane Area Twin Hull

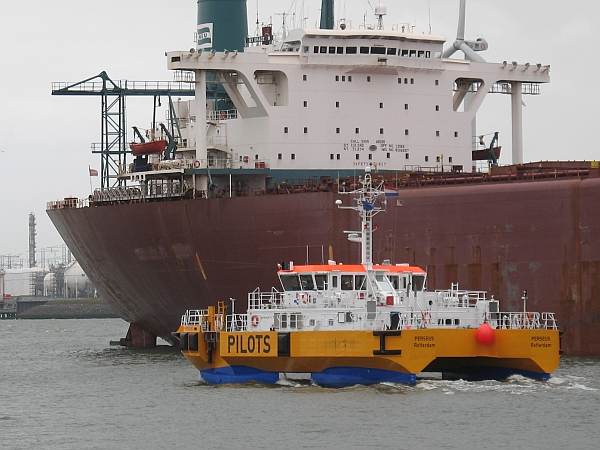
Bateau-pilote

Un SWATH (en anglais : Small Waterplane Area Twin Hull) est un navire catamaran à faible surface de flottaison. Ce principe a été inventé par le Canadien Frederick G. Creed en 1938. Un SWATH est un navire motorisé à deux coques, chaque coque étant profondément immergée. La plate-forme centrale est reliée aux coques par des jonctions minces au niveau de la flottaison. Un peu plus de 140 unités ont été construites dans le monde (jusqu'en fin 2022).

## Caractéristiques

Comparaison des coques d'un catamaran et d'un SWATH.

L'intérêt de cette configuration est d'améliorer la tenue à la mer par mauvais temps, notamment par rapport au catamaran classique. Les coques étant profondément immergées et la surface de flottaison réduite, le navire subit beaucoup moins les effets déstabilisants des vagues. Le navire peut être ballasté et les coques davantage immergées.
Ses mouvements sont réduits de 20 à 50 % en comparaison d'un monocoque de même déplacement.
En contrepartie de l'enfoncement des coques, le tirant d'eau augmente et l'augmentation de la surface mouillée entraîne une diminution de la vitesse possible. Par rapport au catamaran classique, l'accès à des zones de faible profondeur est limité.
La diminution de la surface de flottaison fait que la largeur du navire doit être augmentée pour conserver une stabilité transversale suffisante ; tout mouvement de poids à l'intérieur du navire influe fortement sur l'assiette et la gîte. La stabilité de forme étant réduite, la plupart de ces navires possèdent en supplément des ailerons stabilisateurs actifs.
Les systèmes de propulsion sont variables, mais sur les petites unités on trouve essentiellement des systèmes Diesel-électrique. Les groupes électrogènes se trouvent sur le pont plateforme, les moteurs électriques dans les coques, donc sous la flottaison.

## Utilisation
Cette technologie s'applique aux bateaux pilotes stationnaires, aux navires de recherche scientifique et plus rarement aux ferries, à cause de la vitesse réduite et du tirant d'eau important. À ce jour, un seul paquebot SWATH a été construit : le Radisson Diamond, rebaptisé Asia Star.
- Navire à passagers
- Navires spécialisés (recherche scientifique, etc.)
- Navire de guerre

## Exemples de navires
- Le paquebot Asia Star, ex-Radisson Diamond ;
- Le Cetus, l'Elbe[1] (bateaux pilotes stationnaires) ;
- Le ferry Prinses Maxima ;
- Le navire de guerre Sea Shadow de l'US Navy ;
- Le navire de la Garde Côtière Canadienne NGCC Frederick G. Creed ;
- Le navire collecteur de renseignements japonais JS Hibiki (AOS-5201).
- Le Nurja, yacht privé, construit par Abeking & Rasmussen en 2008 ([2]).

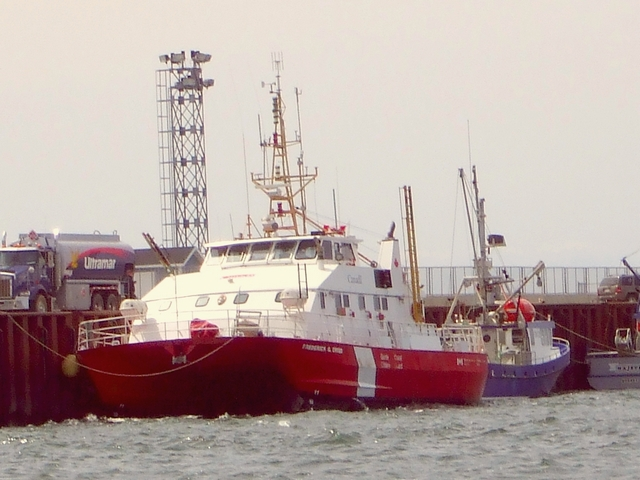
• Navire SWATH de la Garde Côtière Canadienne le NGCC Frederick G. Creed.
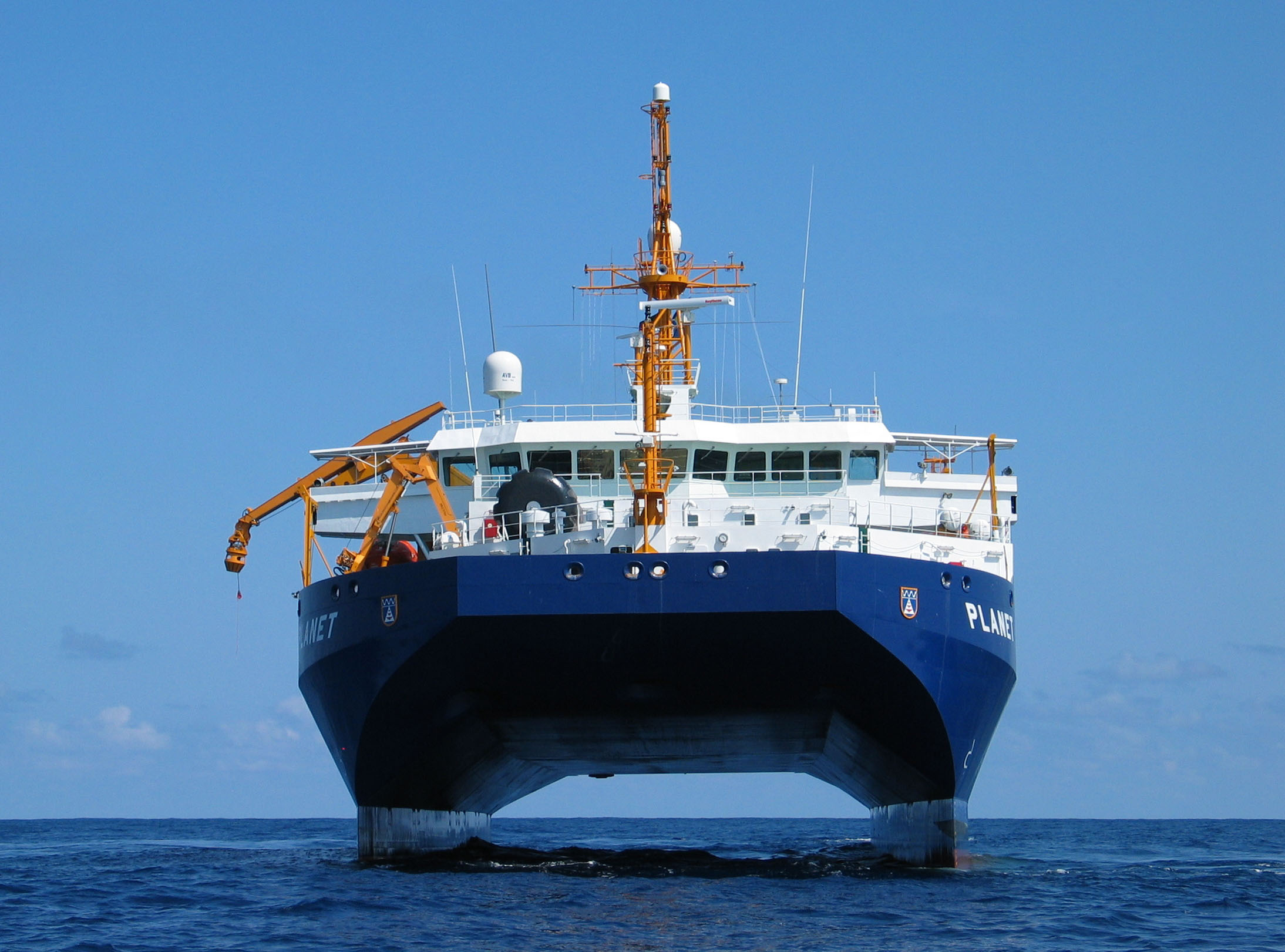
• Navire SWATH civil Planet. Longueur : 73 m.
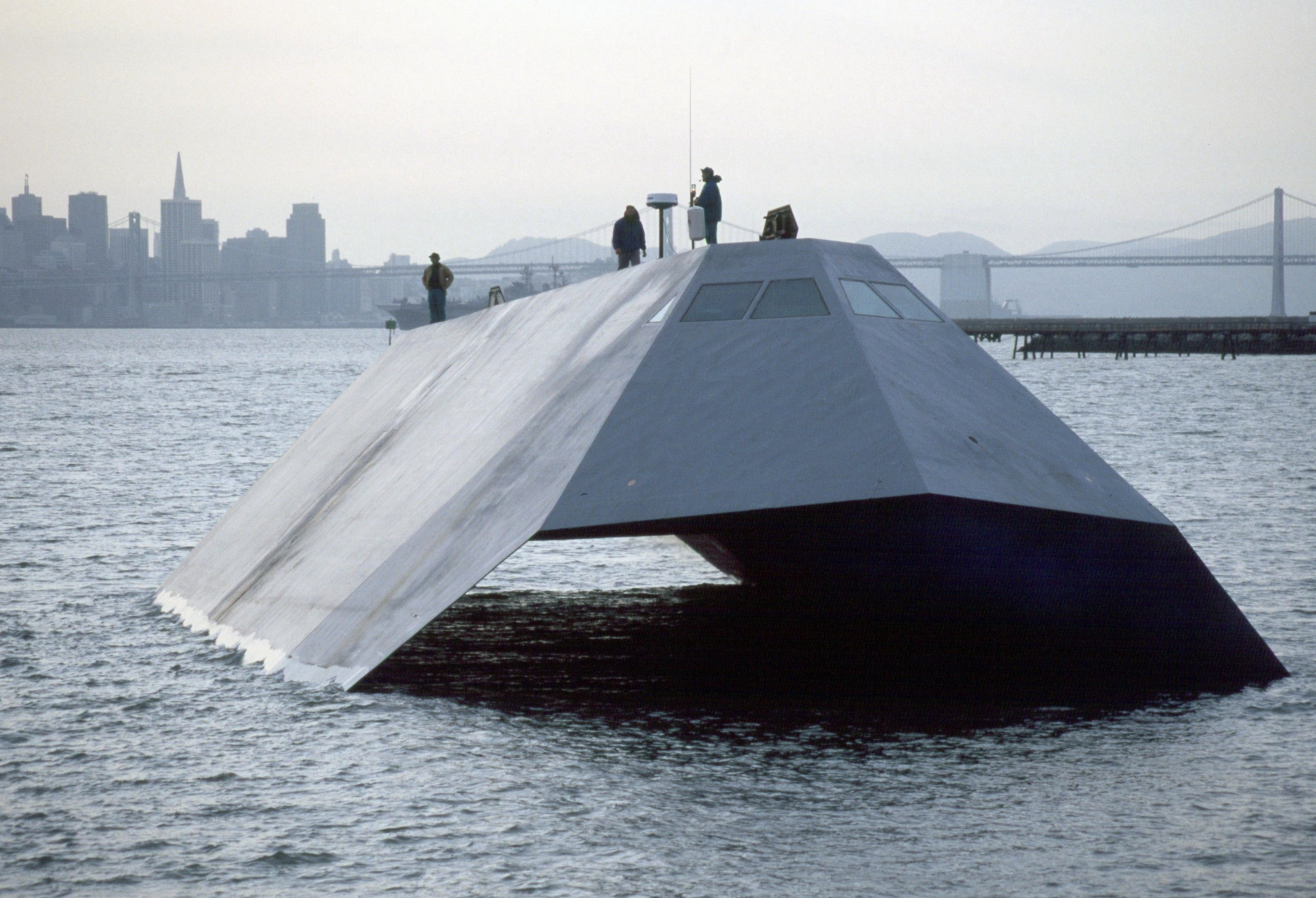
• Le Sea Shadow, navire SWATH furtif de l'US Navy.
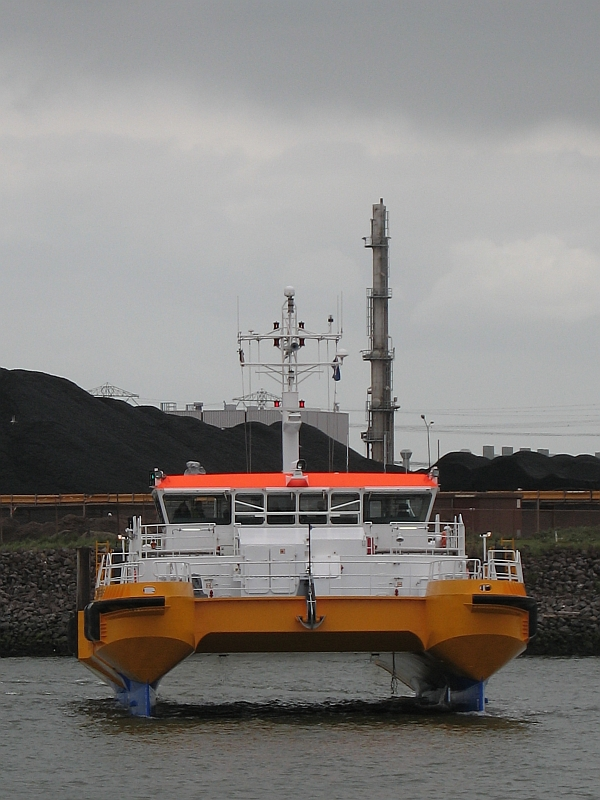
• Bateau pilote stationnaire